# 邁杜姆湖
56°02′13″N 9°47′24″E / 56.037°N 9.79°E

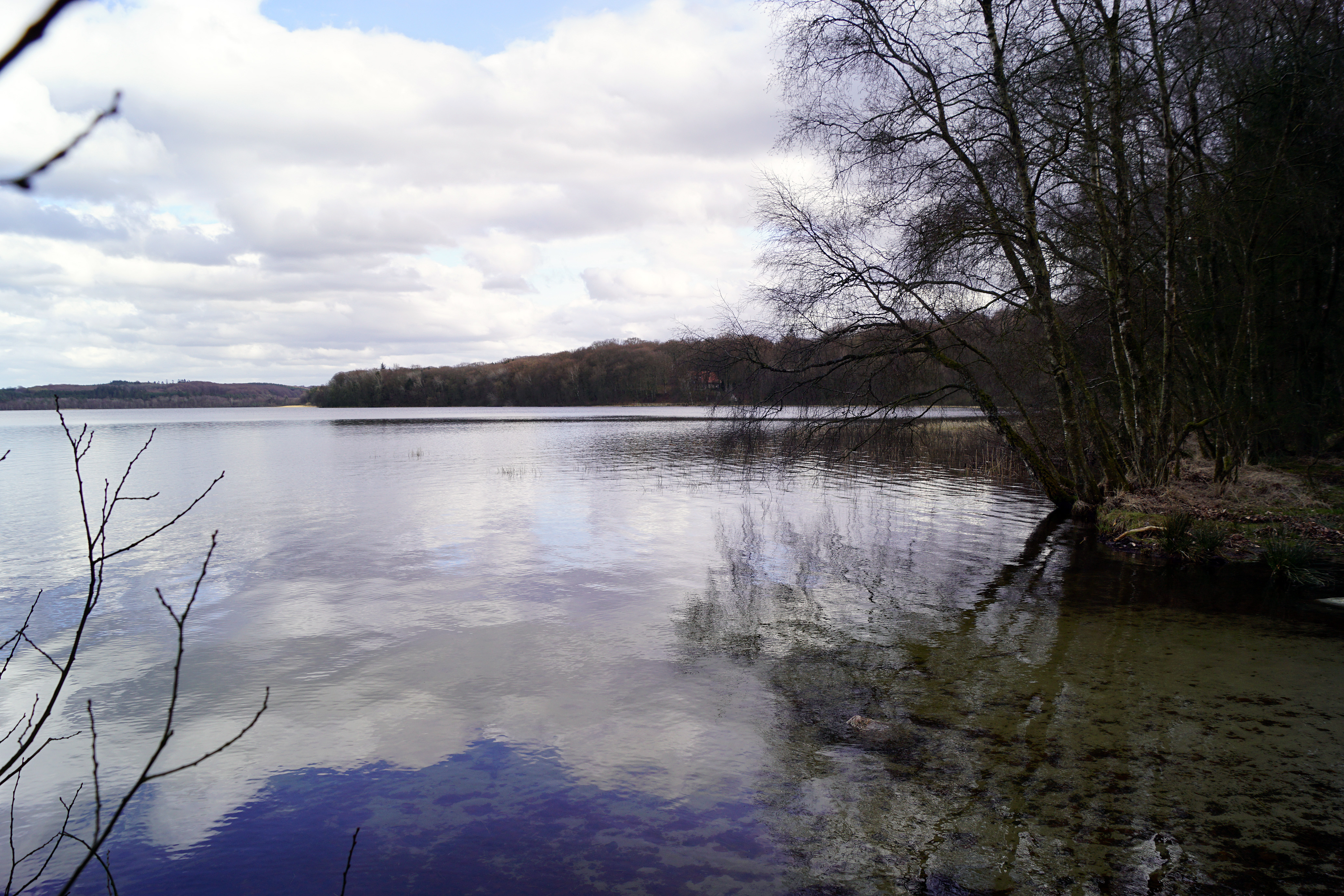
邁杜姆湖

邁杜姆湖（丹麥語：Madum Sø），是丹麥的湖泊，位於日德蘭半島，處於北日德蘭大區，距離首都哥本哈根200公里，長1.9公里、寬1.8公里，面積1.7平方公里，海拔高度36米，平均水深3米，最大水深7.5米。

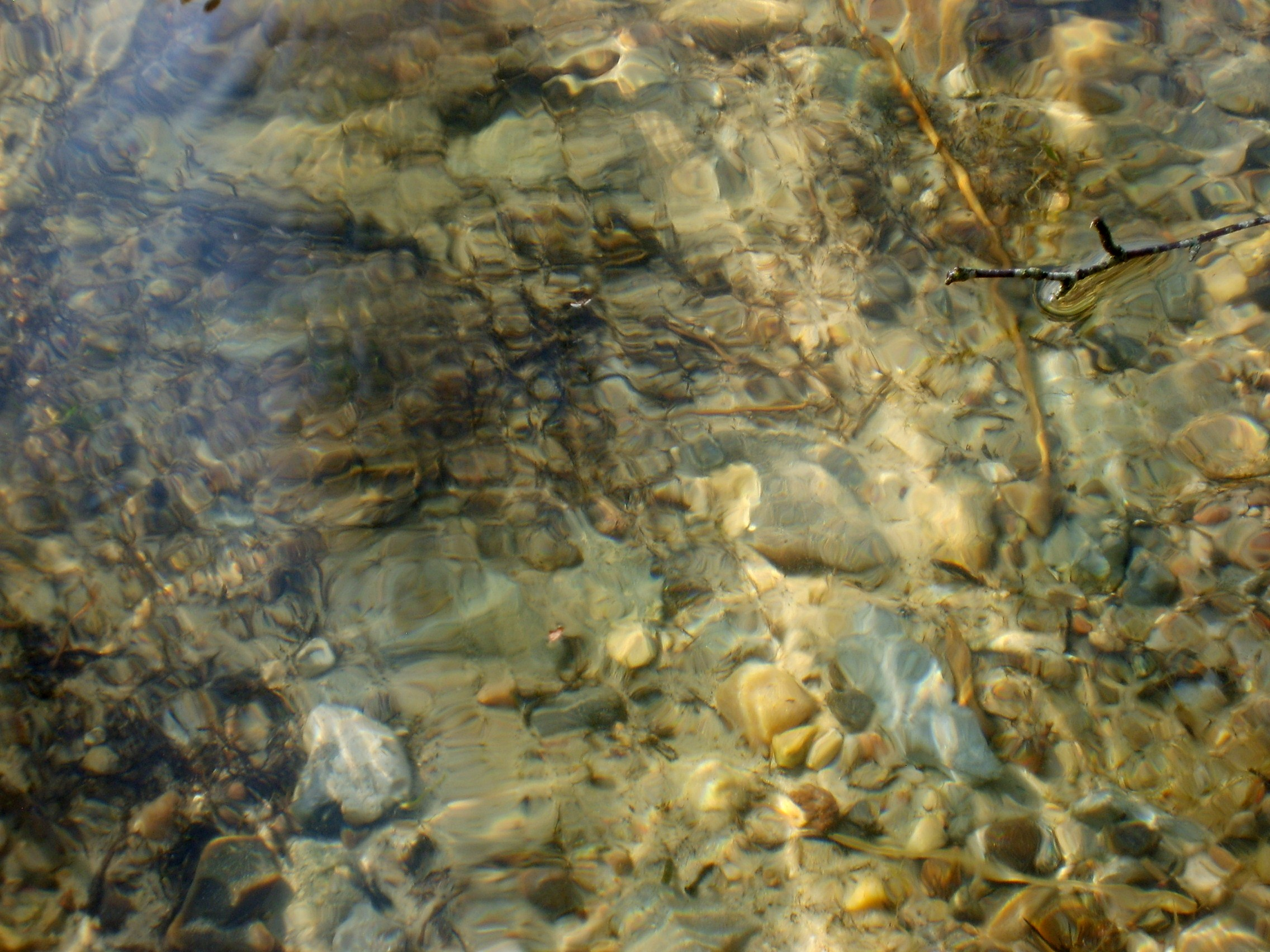
湖水清澈